# Flexibilisierung
Der Begriff Flexibilisierung bezeichnet in der Organisationstheorie den Prozess zur Erreichung einer erhöhten Agilität von Organisationen und Personen. Diese wird durch die Reduzierung fester Regeln und festgefügter Strukturen erreicht. Sprachlich handelt es sich um eine Metapher. Dabei ist der Begriff der „Flexibilität“ ein soziologischer Fachbegriff, der jedoch auch als „ökonomischer und politischer Kampfbegriff“ Verwendung findet.

## Flexibilisierung in der Organisationstheorie
In den Arbeitsmärkten bezeichnet „Flexibilisierung“ den Übergang von den umfassend vertraglich geregelten Arbeitsverhältnissen des Fordismus: von (Normalarbeitsverhältnis, festen Arbeitszeiten, tarifvertraglich festgelegten Gehältern, Kranken- und Urlaubsgeld und Kündigungsschutz) zu einer Arbeitsvermarktung weitgehend ohne diese festen Vorgaben.
Der Prozess der Flexibilisierung geht dabei oft mit der Verflachung von Hierarchien und der Propagierung von Teamarbeit einher. Ziele sind die bessere Reaktionsfähigkeit auf die Auftragslage (Atmende Fabrik) und die Steigerung der Produktivität. Die Arbeitnehmer sollen – im Verhältnis zu der Kapitalseite – stärker an den unternehmerischen Risiken beteiligt werden, indem eine konjunktur- oder auftragsbedingte Verringerung der Rendite durch eine Verringerung der Arbeitskosten kompensiert wird.

### Interne und externe Flexibilisierung
Man unterscheidet in der Wirtschaft zwischen der internen Flexibilisierung und der externen Flexibilisierung. Hierbei versteht man die Maßnahmen innerhalb bzw. außerhalb eines Unternehmens, die Kosten zu senken und die Leistung zu erhöhen. Beispiel: Fertigungsinsel. Interne Flexibilisierung entspricht dem flexiblen Arbeitseinsatz innerhalb von Unternehmen: Hier wird eine schwankende Nachfrage nach Arbeitskraft durch kontinuierliche Betriebszugehörigkeit aber flexibler Arbeitszeit geregelt (z. B. Arbeitszeitkonten). Externe Flexibilisierung entspricht dem flexiblen Arbeitseinsatz zwischen Unternehmen: hier wird statt kontinuierlicher Betriebszugehörigkeit die schwankende Arbeitsnachfrage durch Einstellungen und Entlassungen geregelt. Hierzu gehören auch das Outsourcing und die befristeten Arbeitsverhältnisse von Vertragskräften.

### Zeitliche und räumliche Flexibilisierung
Bezüglich der Arbeitsorganisation wird unterschieden zwischen zeitlicher und räumlicher Flexibilisierung. Eine zeitliche Flexibilisierung geschieht durch die Einführung flexibler Arbeitszeitmodelle und zielt den Wegfall des herkömmlichen Überstundenbegriffes an. Zuschläge für Arbeit außerhalb der ‚Normalarbeitszeiten‘ wie Wochenend-, Feiertags- und Nachtarbeit fallen bei flexibilisierter Arbeitszeit weg. Die Flexibilisierung der Arbeitszeit ermöglicht dem Arbeitnehmer aber auch mehr Handlungsfreiheit bei der Zeiteinteilung, weil er innerhalb einer in der Regel festzusetzenden Kernzeit Beginn und Ende der Tagesarbeitszeit unter Einhaltung der Wochenarbeitszeit selbst bestimmen kann. Eine räumliche Flexibilisierung geschieht durch Maßnahmen wie Telearbeit.
Unter dem Stichwort einer Ökonomisierung von Zeit sind Modelle und mögliche Folgen einer sich in allen Lebensbereichen durchsetzenden effizienzorientierten Zeitverwendung und -flexibilisierung untersucht worden. Eine derartige Entwicklung könne bewirken, dass nicht erwerbsbezogene Zeitbedürfnisse den Marktschwankungen untergeordnet würden, und führe zu unkalkulierbaren Regenerationszeiten und einem erhöhten Synchronisations- und Koordinationsaufwand im Privaten. Wenn hinzu komme, dass Unternehmensinteressen als Interessen der eigenen Personen definiert würden, so würden in der Folge Zeitanforderungen zunehmend internisiert. Das Aushandeln von Zeitressourcen für verschiedene Lebensbereiche findet dabei nicht mehr kollektiv statt, sondern wird verinnerlicht. Dabei findet ein Austarieren zwischen erwerbsbezogenen und lebensweltbezogenen eigenen Zeitbedürfnissen statt. Selbst das subjektive Zeitgefühl würde so einer einseitigen Ökonomisierung unterworfen und könne dadurch zu entgrenzten Arbeitszeiten und Entfremdung führen. 
Informations- und Kommunikationstechnologische Entwicklungen ermöglichen eine weitgehende Flexibilisierung, bergen aber im Sinne einer ständigen Erreichbarkeit Risiken einer völligen Effizienzorientierung, sowie einer Vermischung von privatem und berufsbezogenem Bereich, was auch als Entgrenzung der Arbeit beschrieben wird.

### Funktionale Flexibilität und Qualifikation
Eine funktionale Flexibilisierung ermöglicht es, auf qualitative Änderungen des Personalbedarfs reagieren zu können. Sie geht u. a. mit tendenziell geringerer Spezialisierung und breiterer Qualifikation der Arbeitnehmer einher.

## Flexibilisierung in der Soziologie
Flexibilisierung auf der Gesellschaftsebene lässt sich als Prozess kennzeichnen, in dem sich gesellschaftliche Akteure bzw. Institutionen auf rasch verändernde Umweltbedingungen einstellen. Für Individuen ergibt sich eine Zunahme spezifischer, institutionell wenig vorgezeichneter Lebensläufe.
Der Bereich der Sozialpolitik nimmt dabei eine zentrale Rolle bei der Frage von Flexibilisierung ein. Zum einen, weil Arbeitszeit Lebenszeit ist und einen wesentlichen Teil des individuellen Lebens prägt. Zum anderen, weil Flexibilisierung auf dem Arbeitsmarkt weitreichende Wirkung auf die Lebensplanung hat (z. B. die Familienplanung). Es wird dabei von einer generellen Zunahme von Flexibilisierung in den letzten Jahrzehnten ausgegangen. Diese Flexibilisierung hat sich in arbeitsrechtlicher und sozialrechtlicher Hinsicht vollzogen. Neue Arbeitsverhältnisse wurden arbeitsrechtlich zugelassen (z. B. geringfügige Beschäftigung) und sozialrechtlich abgesichert. Allgemeiner Befund ist dabei, dass die sozialrechtliche Sicherung nicht mit der arbeitsrechtlichen Ausweitung parallel lief – sie blieb hinsichtlich Höhe und Sicherung einzelner neuer Formen der Arbeit ungenügend.
Die Gründe für eine Flexibilisierung von Arbeit und sozialer Sicherheit sind vielfältiger Natur: oft genannt werden Massenarbeitslosigkeit, Ausweitung des Dienstleistungssektors und damit der Verlust interessenpolitischer Vertretungsmacht der Gewerkschaften, Globalisierung, aber auch die Nachfrage nach flexibleren Formen der Arbeit wie z. B. nach Teilzeitarbeit.
In Deutschland hat man im Rahmen der Tarifautonomie zwischen Arbeitgebern und Gewerkschaften Flexibilisierung vor allem als ein Instrument gesehen, um die Unternehmen für schwierige konjunkturelle Zeiten krisenfester zu machen, Flexibilisierung einzusetzen, um betriebsbedingte Kündigungen in Zeiten der Krise zu vermeiden. Die Randbedingungen solcher Flexibilisierung sind dann allerdings Gegenstand detaillierter Vereinbarungen in Tarifverträgen zwischen Arbeitgebern und Gewerkschaften gewesen. (Derartige Vereinbarungen haben nicht X-Beliebigkeit in Sachen Flexibilisierung beinhaltet.)
Im Unterschied zu ökonomischen Perspektiven von Flexibilisierung werden in der Soziologie Voraussetzungen für Flexibilisierung diskutiert. Auf den Arbeitsmarkt bezogen wird die These vertreten, dass Flexibilität der Berufstätigen einer sicheren Handlungsgrundlage bedarf. Sozialpolitische Sicherung der Gesellschaft ermöglicht es Akteuren, flexibel und effizient auf sich verändernde wirtschaftliche Bedingungen zu reagieren, und es ermöglicht Unternehmen, flexibel auf veränderte ökonomische Rahmenbedingungen zu reagieren (z. B. sind Entlassungen mit weit geringeren Folgekosten verbunden, wenn sich Berufstätige deshalb nicht ihrer Existenz beraubt sehen). 
Allerdings begünstigt selbst eine besonders umfassende soziale Absicherung nicht bereits eine erfolgreiche berufliche bzw. arbeitsbezogene Flexibilität. Mit immer vielfältigeren Handlungsoptionen in hochdynamischen Arbeitsumgebungen werden von Beschäftigten komplexe Entscheidungen erwartet, die gerade wegen der erhöhten Freiheitsgrade im persönlichen Entscheidungsverhalten das Risiko unerwünschter Folgen erhöhen und Verantwortung entsprechend individuell konzentrieren können. Wird arbeitsbezogene Flexibilität häufig im Zuge betrieblicher oder wirtschaftlicher Veränderungsprozesse gefordert, muss gesehen werden, dass Veränderungsentwicklungen einen unerwarteten, unsteuerbaren Lauf nehmen können. Selbst ein Höchstmaß beruflicher Flexibilität stellt keinen pauschalen Erfolgsfaktor hinsichtlich der Anpassung an veränderte Arbeitsumgebungen bzw. Arbeitsanforderungen dar.
Als eine Alternative zur reinen Flexibilisierung wird die zuerst in den Niederlanden entwickelte Kompromissformel des Flexicurity angesehen, das vier zentrale Konzepte miteinander verbindet: das Konzept der Übergangsarbeitsmärkte, einer beschäftigungssichernden Tarif- und Betriebspolitik, des lebenslangen Lernens und einer Reform der Alterssicherung in Richtung Grundsicherung oder hin zu einem System flexibler Anwartschaften.